# Mr.OMERI
Mr.OMERI（ミスターオメリ、1971年1月22日 - ）は日本の ラッパー、音楽プロデューサー。

## 人物・来歴
2001年より、自らが作ったHIPHOPレーベルKINGDOMRECORDSから、数多くのCDを発売。CHIBA ALL STARSやwu-xing-qiu、YOUYORK等のアーティストのプロデュースもこなす。2011年でKINGDOMRECORDSとして10年を迎えた。千葉での活動に拘り続けている。自身が代表を務めるKINGDOMRECORDSのプロデュースするショップ12STADIUMを同レーベルアーティストYOUYORKと経営。

## 来歴
音楽活動をする前はスケートチームMILDで三枝博貴や斎藤孝吉を率いてビデオ制作等も手掛ける。1997年頃からマイクを握る。元々はREAL IMPACTやPSYCHO STIMILUS HARD CORE、千葉ALL STARS等のCREWとして活動していたが、2001年に発売された幻のテープアルバムMASTER OF CROWNよりソロ活動を開始。それ以来ずっと千葉のボスキャラMCとして不動の位置を確立。所謂、女、金、ドラッグ的なヒップホップという訳ではなく、地元意識や日々の生活からくる痛みや悲しみをテーマにしたラップが多いが悲観的で閉鎖的なイメージも感じさせるスタイル。（本人談）

## ディスコグラフィー

### 正規発売アルバム
1. MASTER OF CRWON (TAPE ALBUM)
2. THE STREET OF THE KINGDOM (EP)
3. anEXtra//CHIBA ALL STARS
4. THE STATUS QUO
5. anEXtra2//CHIBA ALL STARS
6. formyself...
7. REAL STREET BLUES
8. STREET'S SLUGGER 2
9. THE BLACK MARKET
10. KING OF CB
11. Notforgiven ? [Mr.OMERI×DJ MASAKAZ]
12. Time Of The Half [Mr.OMERI & YOUYORK]

### STREET発売
1. Mr.OMERIX MIX TAPE.1
2. Mr.OMERIX MIX TAPE.2
3. Mr.OMERIX MIX TAPE.3
4. Mr.OMERIX MIX TAPE.4
5. STREET'S SLUGGER
6. Mr.OMERI×DJ BEAN BLACK [CB LIMITED EDITION]
7. Mr.OMERI×DJ BEAN BLACK [CB LIMITED EDITION 2]
8. 腐質的咆哮